# 上海大学市北附属中学

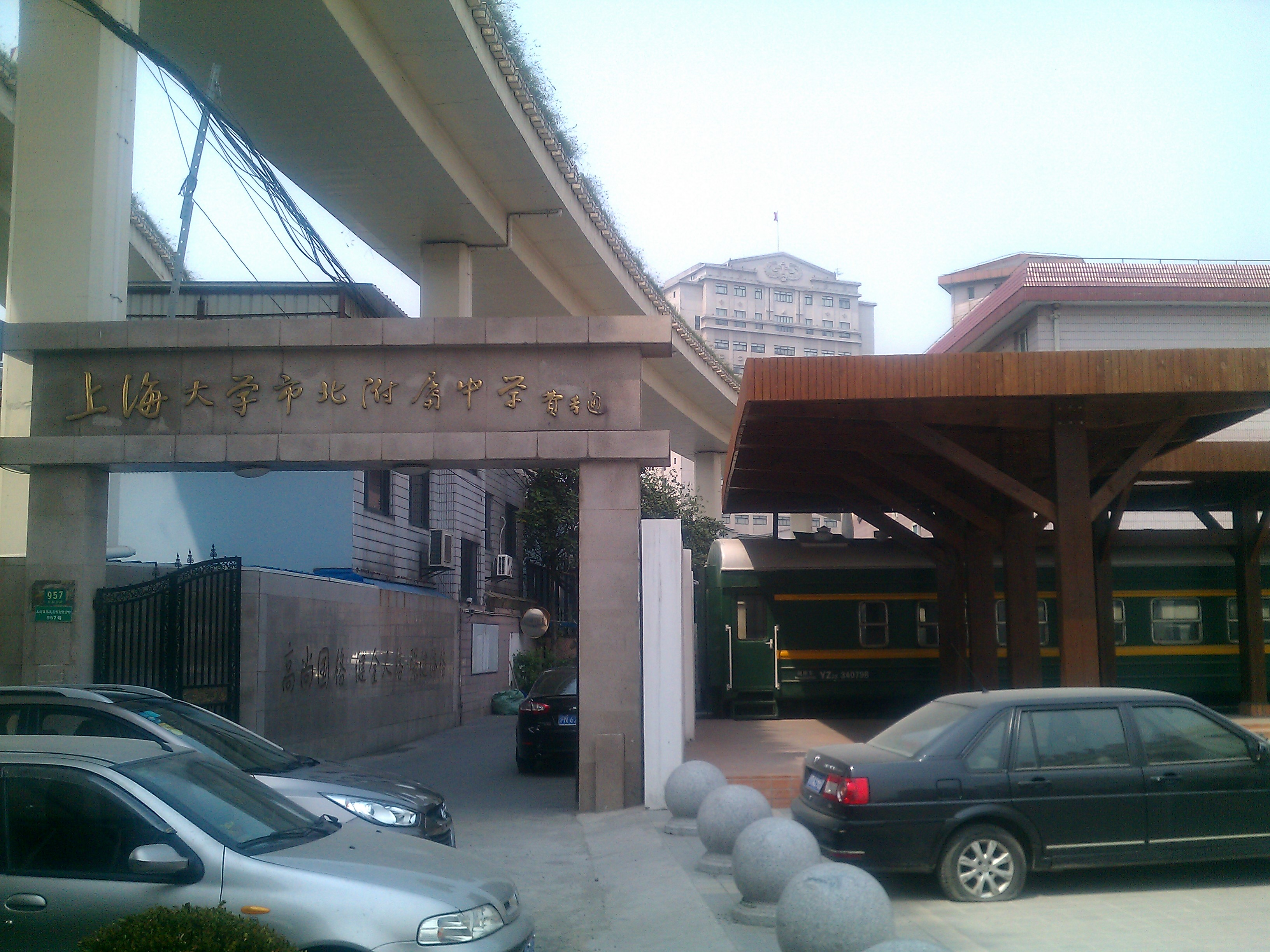
上海大学附属市北中学

上海大学附属市北中学是位于上海市靜安区的一所全日制高级中学，创办于1954年，前身为上海铁路第一中学，2000年1月27日由上海铁路局整建制移交闸北区人民政府。2002年，该校同育群中学以及和田中学（完全中学）的高中合并，更名为上海大学市北附属中学。2004年10月，该校举办50周年校庆活动，时任中共上海市委书记陈良宇以校友身份参加了活动。